# Friedrich Zarncke

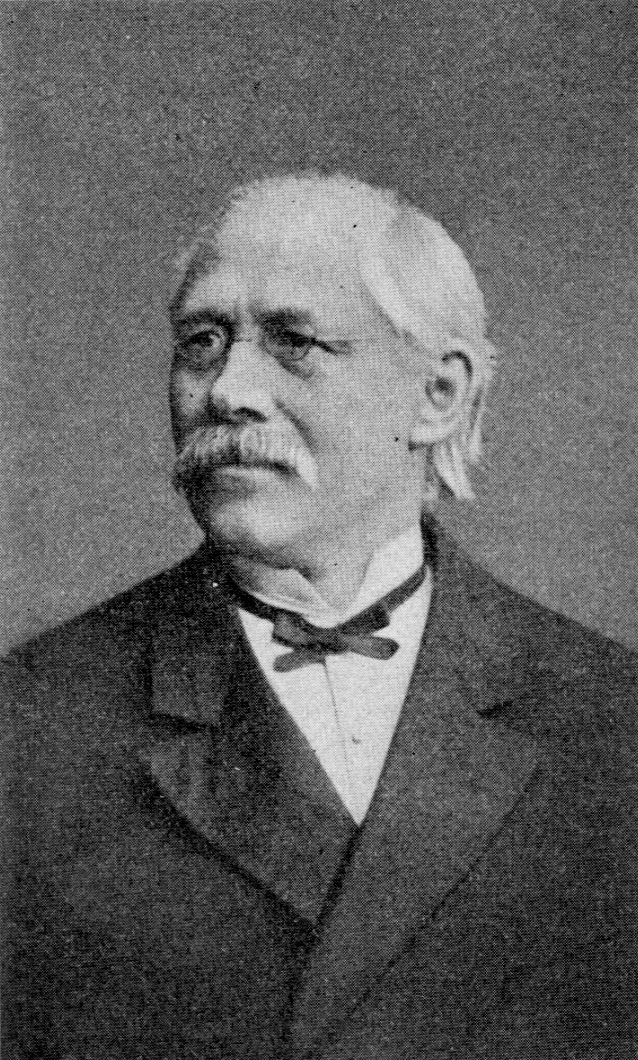
Friedrich Zarncke.

Friedrich Karl Theodor Zarncke, född den 7 juli 1825 i Mecklenburg-Schwerin, död den 15 oktober 1891 i Leipzig, var en tysk litteraturhistoriker och språkforskare.
Zarncke blev filosofie doktor i Rostock 1847, docent i Leipzig 1852, extra ordinarie professor 1854 och ordinarie professor i tyska språket och litteraturen där 1858. Ursprungligen var Zarncke en av Moriz Haupts lärjungar men kom snart att inta en helt självständig ställning som vetenskaplig forskare och lärare. Under en längre tid ansågs han vara själva medelpunkten för den (sydtyska) studieriktning, som alltmer trädde i skarp opposition mot den (nordtyska) skola, för vilken Lachmann, Haupt och Müllenhoff stod i spetsen.
Jämte den sistnämnde har Zarencke haft förmågan att omkring sig samla en större krets av nitiska lärjungar, än över huvud någon annan germanist ägt under samma generation. Också var flera av Tysklands mest framstående språkforskare vid 1900-talets ingång i större eller mindre grad Zarnckes lärjungar. Ett inflytelserikt kritiskt organ ägde den zarnckeska skolan i den av Zarncke redan 1850 uppsatta och av honom ända till hans död redigerade tidskriften "Literarisches Zentralblatt", som utgavs i Leipzig fram till 1944 och under lång tid var Tysklands mest spridda vetenskapliga litteraturtidning.
Av Zarnckes många lärda skrifter må särskilt följande framhållas såsom de viktigaste: hans i fråga om allsidig kritisk och exegetisk behandling av ämnet under flera decennier så gott som enastående upplaga av Brants Narrenschiff; Zur Nibelungenfrage (samma år), ett inlägg i den strid, som mer än något annat bidrog att under årtionden söndra germanisterna inom Tyskland i två skilda läger; hans upplaga av Nibelungenlied (1856, många upplagor; därjämte många skolupplagor); Ueber das althochdeutsche Gedicht vom Muspilli (1866); Ueber den 5-füssigen Jambus (1865); Geschichte der Graalsage (1876); Der Priester Johannes (1874-75 och 1876-79) och Christian Reuter (1884).
I den av Georg Friedrich Benecke, Wilhelm Konrad Hermann Müller och Zarncke utarbetade Mittelhochdeutsches Wörterbuch bidrog Zarncke med bokstäverna M-R. Slutligen forskade han flitigt i de tyska universitetens, särskilt Leipzigs, historia och utgav därom bland annat Die urkundlichen Quellen zur Geschichte der Universität Leipzig (1857), Die deutschen Universitäten im Mittelalter (samma år) och Die Statutenbilcher der Universität Leipzig (1861).